# Boborás
Boborás – gmina w Hiszpanii, w prowincji Ourense, w Galicji, o powierzchni 87,82 km². W 2011 roku gmina liczyła 2862 mieszkańców.